# バストロンボーン

ヤマハ製のバストロンボーン

バストロンボーン（英: bass trombone）は、トロンボーンの一種。テナートロンボーンとは同属の楽器であるが、明確に違う楽器として扱われる。コントラバストロンボーンはバストロンボーン奏者が持ち替えて演奏する。日本では、bassをバスと発音することが多いが、英語圏ではベースと発音するのが一般的である。

## 構造
バストロンボーンの基本的な構造はテナートロンボーンと変わらず、管長や音域も同じであるが、テナートロンボーンより太いボア（管径）と大きなベルを持ち、1つまたは2つの迂回管とバルブ備える。主管の調性がB♭で、ボアは14.28 mm、ベルは9.5インチが標準である。1本目の迂回管はテナートロンボーン同様にF管である。2本目はG♭管が標準的であるが、稀にG管を持つものもある。迂回管を2本とも使うと管長はD管（第2バルブがG管の場合はE♭管）になる。2つの迂回管を持つ場合、2つめのバルブが主管側に（主管に対して直列に）配置されたものをインライン、F管側に（主管に対して並列に）配置されたものをオフセットと呼ぶ。また、2つめのバルブを持たず、1個のみバルブを持つものをシングルと呼ぶ。インラインの場合、2個のバルブはそれぞれ独立して使用可能なため、今日ではインライン配列の楽器が最も普及している。オフセットの場合はインラインよりもオープンな吹奏感とストレス無い音色が得られるが、その代償に第1バルブ（F管）使用時でなければ第2バルブを使用できないという欠点を持つ。シングルの場合、そもそもバルブを1個しか持たないために低音域での可動性は著しく劣るが、楽器自体の重量が軽いため、テナートロンボーンに寄った軽い音色と吹奏感を得られる。そのため、古典派の作品で好んで使われる。

## 奏法
トロンボーン属の一つであるため、基本的な楽器の操作の仕方は他のトロンボーンと共通しているが、良好な音を得るためのアンブシュアの形や息の使い方がテナートロンボーンとは全く異なる。また、使用するマウスピースもテナートロンボーンより大きいリムと深いカップを持った物を使用する。

## 楽譜
低音部記号が一般的である（英国式ブラスバンドではト音記号で移調して書かれた楽譜が用いられる）。オーケストラや吹奏楽では「バストロンボーン」と指定のあるパートの他、「3番トロンボーン」と指定のある曲はバストロンボーンが演奏する。これらの編成では音楽的役割もテナートロンボーンとは異なり、トロンボーン・セクションの一員としてだけではなく、ベース・セクションの一員としての役割が期待される。
楽曲によっては、単にトロンボーンとだけ指定がある曲で、バストロンボーンで演奏することが慣例になっているものもある（ショパンのピアノ協奏曲第1番、ヨハン・シュトラウス2世の『美しく青きドナウ』、リヒャルト・シュトラウスの『町人貴族』、プロコフィエフの『ピーターと狼』など）。

## 種類
変ロ調（B♭管）でテナートロンボーンより大きいベルと太い管を持つ楽器として、ある程度均一化がされている。ドイツ式の楽器や古い楽器には特徴的な点がみられる。19世紀頃までは、バルブを持たず非常に小さなベルを持つバストロンボーン（F管）が用いられていた。また、イギリスでは3度低いG管のバストロンボーンが20世紀中頃まで使用されていた。例えばホルストの組曲『惑星』はこの楽器を想定して書かれている。バストロンボーンの類縁の楽器としては、4度低いヘ調（F管）のコントラバストロンボーン、1オクターブ低いB♭管のコントラバストロンボーンがある。

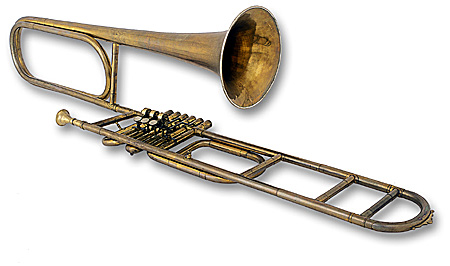
バルブ式のF管バストロンボーン

### コントラバストロンボーン（F管）
バストロンボーンよりも太いボア、大きなベル、長大なスライドを持つ。バルブと迂回管はバストロンボーン同様に2つ持つが、迂回管の調性はメーカーにより様々であり、標準は存在しない。長いスライドを操作するためのハンドルを備えることがある。操作性に劣ることや、歌劇場のオーケストラ・ピットで長いスライドが邪魔になったことなどが理由で衰退したと言われる。また音色が良くなかったからだという説もあるが、これに対しては反論もある。
現代ではめったに使われないが、ルネサンス・バロックから近代まで、この楽器を想定して書かれたものも多い。ベートーヴェンの『ミサ・ソレムニス』の第2曲「グローリア」には、迂回管のないB♭管テナー・トロンボーンでは演奏不可能なD音の全音符が488小節目に存在する。バルブ・トロンボーンが盛んに使われた19世紀にはバルブ式のF管バストロンボーン（画像参照）も存在した（前述のバルトーク作品はこの楽器を想定していたという説もある）。また、改訂版ではいずれも削られているが、マーラーの交響曲第5番の第1楽章と交響曲第6番の終楽章のそれぞれ初版では、ヴァルヴを用いないと演奏不可能なトリルが3番・4番トロンボーンのパートに書かれてあった。
こういった楽器が使用された時代の作品を、現代のスライド式B♭管バストロンボーンで演奏する際には、時として楽器の機能が異なることによる困難がつきまとう。
バルトークの『管弦楽のための協奏曲』の第4楽章にはB1-F2の増四度のポルタメントが登場するが、現代のバストロンボーンでは通常の方法で演奏できず、演奏に際してはチューニングスライドを併用するなどの方法で問題を回避する。これは長いスライドを持つF管トロンボーンを使うことを想定していたとも言われるが、単なるバルトークの勘違いの可能性もある。

### コントラバストロンボーン（B♭管）
一部のメーカーでは、バストロンボーンより1オクターブ低いB♭管の楽器のことをコントラバストロンボーンと呼ぶことがある。今日使用されることはまず無い。2重のスライドを持ち、普通の操作でスライドをバストロンボーンの2倍伸ばしたのと同じ効果を得られるが、そのスライドはたいへん重く、速いパッセージを演奏することは非常に困難であったらしい。スライドの代わりにバルブ機構を持つものもあり、普通は前方に伸びている部分が下方に折れ曲がった形をしていることが多い。これはチンバッソという類縁楽器に非常によく似た形をしている。
ワーグナーの楽劇『ニーベルングの指環』では通常のトロンボーン3本に加えて上記バストロンボーンとコントラバストロンボーンがそれぞれ1本ずつ指定されており、第1夜『ワルキューレ』の第3場「魔の炎の音楽」などの音楽に強烈な重厚感を与えている。また、プッチーニのオペラ『トゥーランドット』はトロンボーン3、コントラバストロンボーン1という編成で、通常の3管編成で使用されるチューバの代わりにコントラバストロンボーンが指定されているが、イタリア・オペラの慣例に従うとこれはチンバッソを使用するのが妥当である。同様に、レスピーギの交響詩『ローマの松』は同様にチューバが編成になく、総譜にはトロンボーン4と指定されているが、4番トロンボーンは音域の低さ（下一点ほ（E）音まで使用される）から考えてBB♭コントラバストロンボーンではないかと考えられる。ただし、「カタコンブ付近の松」の後半や「アッピア街道の松」は大抵の場合チューバの方が演奏効果が高い上、バストロンボーンだと演奏が困難なので、こちらはしばしばチンバッソではなくチューバで代用される。

## バストロンボーンが活躍する楽曲

### 管弦楽曲
- コダーイ：『ハーリ・ヤーノシュ』 - 第4曲「戦争とナポレオンの敗北」
- ベートーヴェン：交響曲第9番
- ニールセン：フルート協奏曲
- ビゼー：『アルルの女』 - 「ファランドール」
- ショパン：ピアノ協奏曲第2番

## 著名なバストロンボーン奏者
日本人については、日本のトロンボーン奏者の一覧を参照
- アルミン・バッハマン (Armin Bachmann) - スローカー・トロンボーン四重奏団、ソロなどで活動。
- ベン・ヴァン・ダイク (Ben van Dijk) - ロッテルダム・フィルハーモニー管弦楽団奏者、ソロ奏者。
- ブレア・ボリンジャー (Blair Bollinger) - フィラデルフィア管弦楽団奏者。ヴァーノンの後任。
- ブラント・アッテマ (Brandt Attema) - ニュー・トロンボーン・コレクティヴ、デュオ・アッテマ・ハーリング、スライド・モンスターズなどで活躍する奏者。
- チャールズ・ヴァーノン (Charles Vernon) - シカゴ交響楽団奏者。クラインハマーの後任。テナートロンボーンやアルトトロンボーンも演奏する。
- クリストファー・ブルーベック (Christopher Brubeck) - デイヴ・ブルーベックの三男で、ポピュラー音楽においてバストロンボーン奏者として活躍。作曲家、ピアニスト、ベーシストとしても活躍する、マルチ・インストゥルメンタリストである。
- デイブ・テイラー (David Tylor) - ジャズ、スタジオプレーヤーとして膨大なレコーディングに参加。クラシックのソロ奏者としても活動している。
- デンソン・ポール・ポラード (Denson Paul Pollard) - メトロポリタン歌劇場奏者。
- ドナルド・ハーウッド (Donald Harwood) - ニューヨーク・フィルハーモニック元奏者。
- ダグラス・ヨー (Douglas Yeo) - ボストン交響楽団前奏者、ソリストとして活動。研究者、セルパン奏者でもある。
- ジョージ・カラン (George Curran) - ニューヨーク・フィルハーモニック奏者。マーキーの後任。
- ジョージ・ロバーツ (George Roberts) - 主にジャズ、スタジオにおいて、バストロンボーンの神様と呼ばれた。ミスター・ベーストロンボーンの異名を持つ。
- ゲイリー・パガーノ (Gerry Pagano) - セントルイス交響楽団奏者。アメリカの名門トロンボーン・メーカーであるエドワーズとモデルB502-Dを共同開発した。
- ハンス・シュトレッカー - ウィーン・フィルハーモニー管弦楽団奏者。
- ジェイムズ・マーキー (James Markey) - ボストン交響楽団奏者。ヨーの後任。エドワーズとモデルB502-Iを共同開発した。
- ジェフリー・レイノルズ (Jeffrey Reynolds) - ロサンゼルス交響楽団奏者。
- ジョン・ロジャック (John Rojak) - アメリカン・ブラス・クインテット奏者。
- ランディー・ホーズ (Randall Hawes) - デトロイト交響楽団奏者。
- ジークフリート・チースリク (Siegfried Cieslik) - ベルリン・フィルハーモニー管弦楽団前奏者。特に、同オーケストラの終身指揮者であったヘルベルト・フォン・カラヤンの時代に黄金期を築き上げた。ドイツの名門トロンボーン・メーカーであるレッチェと共同開発したチースリク・モデルを共同開発した。
- シュテファン・シュルツ (Stefan Schulz) - ベルリン・フィルハーモニー管弦楽団奏者。
- ヨン・リンゲフェー (John Lingesjoe) - スウェーデン放送交響楽団奏者。